# Třída Anchorage
Třída Anchorage je třída výsadkových dokových lodí Námořnictva Spojených států amerických. V letech 1967–1972 do služby vstoupilo pět jednotek této třídy – Anchorage, Portland, Pensacola, Mount Vernon a Fort Fisher. Americké námořnictvo je používalo až do roku 2003. Pensacolu poté zakoupil Tchaj-wan, který loď provozuje dodnes. Výsadek až 300 mariňáků a jejich vybavení je z lodí prováděn pomocí tří výsadkových vznášedel Landing Craft Air Cushion či vrtulníků. Pro jejich operace jsou plavidla vybavena dokem a přistávací palubou pro jeden vrtulník. Vznášedla LCAC mohou k pobřeží přepravit 60 tun nákladu rychlostí až 40 uzlů.

## Stavba
Celkem bylo postaveno pět jednotek této třídy. Zatímco prototyp postavila loděnice Ingalls Shipbuilding v Pascagoule ve státě Mississippi, zbylou čtveřici postavila loděnice General Dynamics Quincy Shipbuilding Division v Quincy.
Jednotky třídy Anchorage:
| Jméno                 | Spuštěna          | Vstup do služby | Status                                                                       |
| --------------------- | ----------------- | --------------- | ---------------------------------------------------------------------------- |
| Anchorage (LSD-36)    | 5. května 1968    | 15. března 1969 | vyřazena 2003                                                                |
| Portland (LSD-37)     | 20. prosince 1969 | 3. října 1970   | vyřazena 2003                                                                |
| Pensacola (LSD-38)    | 11. července 1970 | 27. března 1971 | vyřazena 1999, převedena námořnictvu Čínské republiky jako Sü-chaj (LSD-193) |
| Mount Vernon (LSD-39) | 17. dubna 1971    | 13. května 1972 | vyřazena 2003                                                                |
| Fort Fisher (LSD-40)  | 22. dubna 1972    | 12. září 1972   | vyřazena 1998                                                                |

## Konstrukce

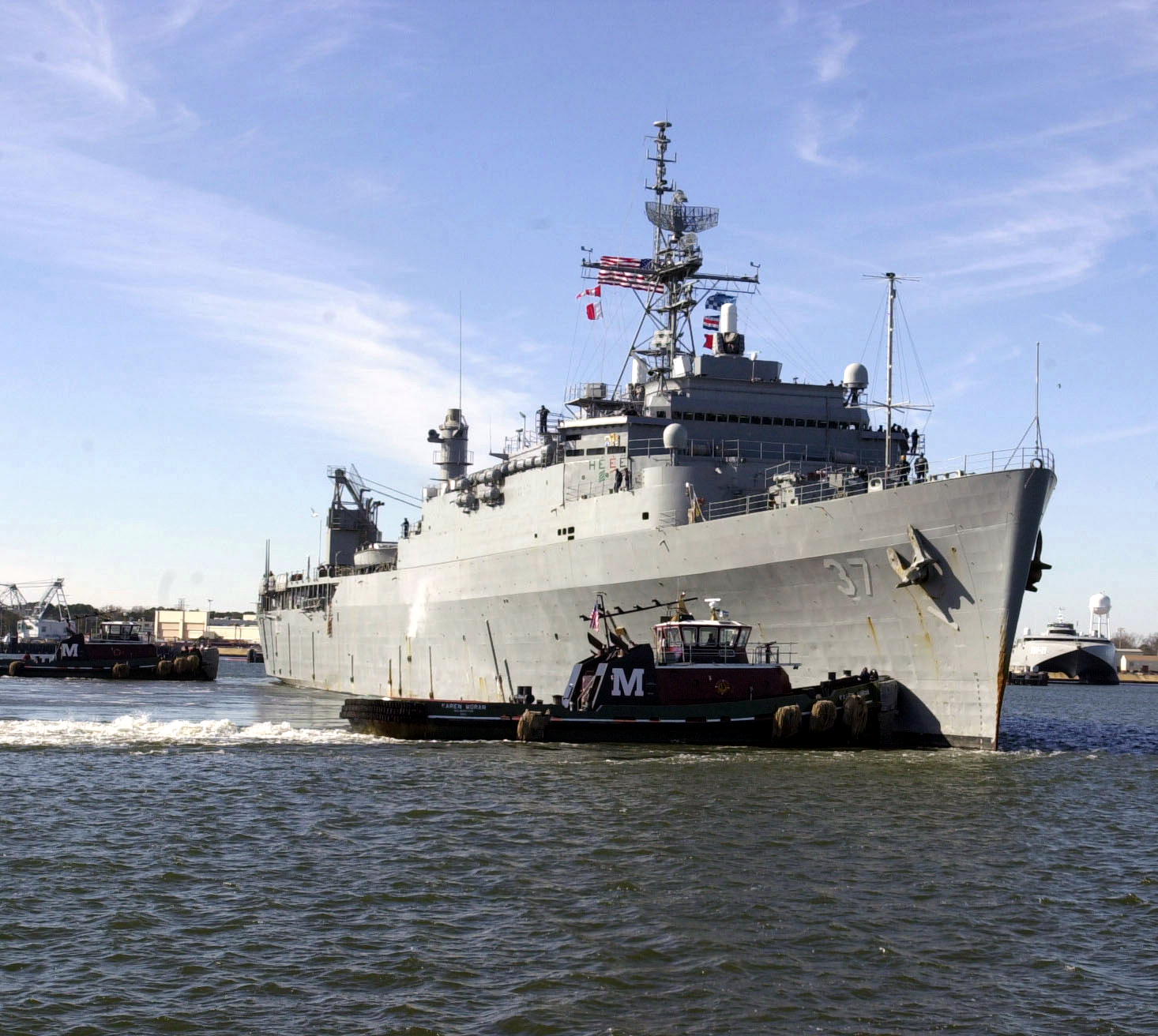
USS Portland (LSD-37)

Posádka lodí čítá až 358 mužů (z toho 18 důstojníků). Na palubě nesou rovněž jednotku až 336 vojáků americké námořní pěchoty. Palubní dok pojme dvě výsadková vznášedla LCAC či jeden výsadkový člun LCU, šest výsadkových člunů LCM-8, dvanáct výsadkových člunů LCM-6 či 50 obrněných výsadkových vozidel Amphibious Assault Vehicle (AAV). Loď je vybavena také pro jejich údržbu a opravy. Na palubě lodi může přistát jeden vrtulník. Náklad mohou vykládat též dva jeřáby o nosnosti 50 tun. Obrannou výzbroj tvoří dva systémy Phalanx CIWS, dva 25mm kanóny a šest 12,7mm kulometů.
Pohonný systém tvoří dva kotle a dvě plynové turbíny, které roztáčí dva lodní šrouby. Nejvyšší rychlost je 22 uzlů a dosah 14 800 námořních mil při 12 uzlech.

## Operační služba

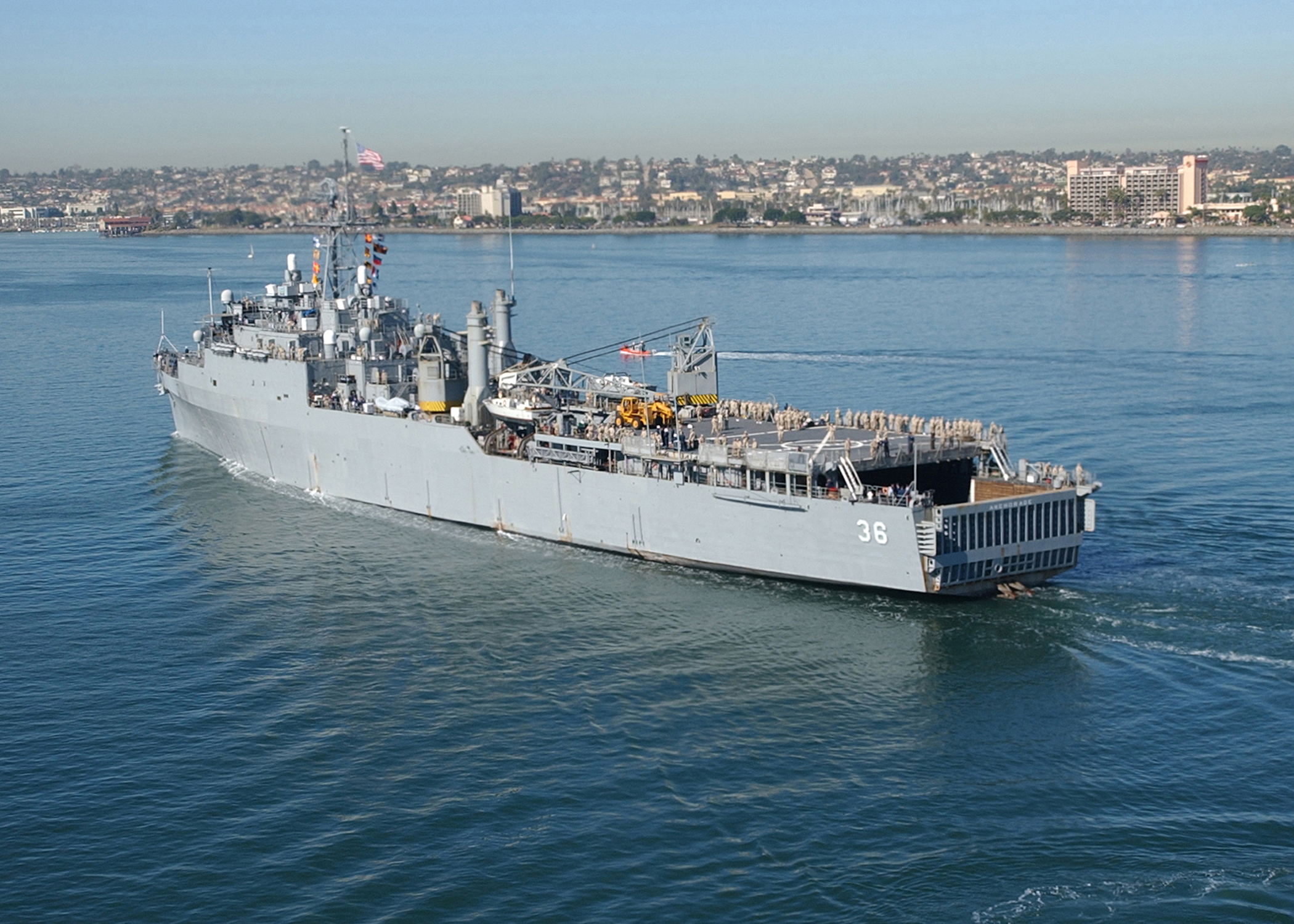
USS Anchorage (LSD-36)

V roce 1998 převzala velení výsadkové lodě Mount Vernon Maureen A. Farren, která se tak stala historicky první ženou velící válečné lodi amerického námořnictva.